# Iasnoïe
Iasnoïe (russe : Я́сное, allemand jusqu'en 1938 Kaukehmen, 1938–1945 Kuckerneese, lituanien : Kaukiemis) est une colonie de l'oblast russe de Kaliningrad et appartient à l'unité d'autonomie locale de l'arrondissement municipal de Slavsk dans le raïon de Slavsk.

## Histoire
Kaukehmen est une colonie prussienne située au bord du delta de Memel. Au XIVe siècle, l'Ordre Teutonique y construit une maison forte. Le nom est dérivé de « kaukas-kaimai » (village souterrain) et fait référence à un lieu de culte païen, car les esprits terrestres invisibles et serviables sont vénérés en tant que serviteurs de la déesse de la fertilité Puskaite. Kaukehmen est une ville-église depuis 1576 au plus tard et acquit rapidement le statut de ville en raison de sa situation et de son importance en tant que centre commercial. Le petit château de l'ordre est encore utilisé au XVIIe siècle comme pavillon de chasse par l'électeur Frédéric-Guillaume, mais il tombe rapidement en ruine et est démoli à l'exception de modestes restes de fondations. En 1661, le lieu reçoit une église plus grande, qui résiste à l'épreuve du temps, bien que dans un état modifié et délabré. Depuis 1818, Kaukehmen est le siège de l'administration de l'arrondissement de Niederung, mais le perd ensuite au profit d'Heinrichswalde, plus central. De 1902 à 1945, le village est relié à la ligne de chemin de fer d'(Elch)niederung (de) (anciennement tourisme thermal dans l'(Elch)niederung).
En 1945, à la suite de la Seconde Guerre mondiale, la ville et le nord de la Prusse-Orientale sont rattachés à l'Union soviétique. En 1947, il reçoit le nom russe de Yasnoïe (endroit à peu près clair, probablement à cause de la lumière de la plaine de Memel) et devient le siège d'un soviet de village dans le raïon de Slavsk. En 2008, Yasnoïe devient le siège d'une communauté rurale. Après sa dissolution, le lieu appartient à l'arrondissement urbain de Slavsk de 2016 à 2021 et depuis lors à l'arrondissement municipal de Slavsk.

### District de Kaukehmen/Kuckerneese (1874-1945)
Entre 1874 et 1945, Kaukehmen est le siège officiel et le site éponyme d'un district administratif nouvellement créé, qui - à partir de 1938 est rebaptisé "District administratif de Kuckerneese" - jusqu'en 1945 appartient à l'arrondissement de Niederung (à partir de 1939 "arrondissement d'Elchniederung") dans le district de Gumbinnen de la province prussienne de Prusse-Orientale. Au début il y a sept congrégations, mais à la fin il n'y en a que trois :
| Nom                            | Changement de nom 1938 à 1946 | Nom russe | Remarques                        |
| ------------------------------ | ----------------------------- | --------- | -------------------------------- |
| Alt Sellen                     |                               |           |                                  |
| Kaplanishken                   |                               |           | Incorporé à Kaukehmen avant 1916 |
| Kaukehmen                      | Kuckerneese                   | Yasnoïe   |                                  |
| Kaukehnellen                   |                               |           | Incorporé à Kaukehmen en 1915    |
| Kloken                         |                               | Klyoutchi |                                  |
| Kuckerneese                    |                               |           | Incorporé à Kaukehmen en 1928    |
| Ruß-Kuckerneeser Deichsozietät |                               |           |                                  |

Au 1er janvier 1945, seules les communes d'Alt Sellen, Kloken et Kuckerneese forment le district de Kuckerneese.

### Yasnovsky selski Sowet/okrug 1947-2008
Le village soviétique Yasnovsky selki Sowet (ru. Ясновский сельский Совет) est créé en juin 1947. En octobre 1950, la partie nord-ouest du soviet du village est séparée et le nouveau soviet du village Levobereschenski selski Sowet (de) y est créé. La frontière entre les deux soviets de village longe probablement la partie orientale de la rivière Alge jusqu'à la ville d'Ackelningken/Ackeln (ru. Rovnoje), qui peut peut-être être considérée comme faisant partie du Levobereschenski selski Sowet. Après l'effondrement de l'Union soviétique, l'unité administrative existe sous le nom de district du village Jasnowski selki okrug (ru. Ясновский сельский округ). En 2008, les localités restantes du district du village sont intégrées à la commune nouvellement formée de Jasnowskoje selskoje posselenije.
| Nom du lieu                           | Nom jusqu'à 1947/50                                                                            | Remarques                                                                                           |
| ------------------------------------- | ---------------------------------------------------------------------------------------------- | --------------------------------------------------------------------------------------------------- |
| Arbusowo (Арбузово)                   | Neusorge                                                                                       | Le village est rebaptisé en 1950 et abandonné avant 1975.                                           |
| Chmelnizkoje (Хмельницкое)            | Neu Ginnischken, 1938–1945: „Neuginnendorf“                                                    | Le village est rebaptisé en 1950 et abandonné avant 1975.                                           |
| Dalneje (Дальнее)                     | Usseinen, 1938–1945: „Stellwagen“                                                              | Le village est rebaptisé en 1947 et abandonné avant 1975.                                           |
| Diwnoje (Дивное)                      | Norweischen, 1938–1945: „Mühlmeistern“                                                         | Le village est rebaptisé en 1947 et est rattaché au village de Vichniovka, probablement avant 1975. |
| Gorodkowo (de) (Городково)            | Skören                                                                                         | Le village est rebaptisé en 1947.                                                                   |
| Gribki (Грибки)                       | Skuldeinen                                                                                     | Le village est rebaptisé en 1950 et rattaché à Jasnoje avant 1975.                                  |
| Iasnoïe (Ясное)                       | Kaukehmen, 1938–1945: „Kuckerneese“                                                            | Siège administratif                                                                                 |
| Kalinowka (Калиновка)                 | Warskillen                                                                                     | Le village est rebaptisé en 1950 et abandonné avant 1975.                                           |
| Kljutschi (Ключи)                     | Kloken                                                                                         | Le village est rebaptisé en 1950 et abandonné avant 1975.                                           |
| Kulikowka (Куликовка)                 | Maszrimmen, 1938–1945: „Kleinhohenberge“                                                       | Le village est rebaptisé en 1947 et abandonné avant 1975.                                           |
| Lineinoje (Линейное)                  | Endreischken, 1938–1945: „Endern“                                                              | Le village est rebaptisé "Jedwaschken" en 1947 et abandonné avant 1975.                             |
| Lutschistoje (Лучистое)               | Budwethen, 1938–1945: „Ansorge“                                                                | Le village est rebaptisé en 1950 et abandonné avant 1975.                                           |
| Malyje Bereschki (de) (Малые Бережки) | Neu Lappienen, 1938–1945: „Rautersdorf“                                                        | Le village est rebaptisé en 1947 et est d'abord rattaché au soviet de village de Saliwenski (de).   |
| Medun (Медунь)                        | Aschpalten                                                                                     | Le village est rebaptisé en 1950 et abandonné avant 1975.                                           |
| Mostowoje (de) (Мостовое)             | Sköpen                                                                                         | Le village est rebaptisé en 1947                                                                    |
| Obchodnoje (Обходное)                 | Baltruscheiten, 1938–1945: „Balten“                                                            | Le village est rebaptisé en 1950 et abandonné avant 1975.                                           |
| Obojan (Обоянь)                       | Baubeln, 1938–1945: „Sommershöfen“                                                             | Le village est rebaptisé en 1950 et abandonné avant 1975.                                           |
| Oserki (Озерки)                       | Klein Allgawischken, 1938–1945: „Allgau“                                                       | Le village est rebaptisé en 1950 et abandonné avant 1975.                                           |
| Raswilki (Развилки)                   | Baltruschkehmen, 1938–1945: „Altschanzenkrug“                                                  | Le village est rebaptisé en 1947 et abandonné avant 1975.                                           |
| Sabolotnoje (Заболотное)              | Schuppinnen, 1938–1945: „Schuppen“                                                             | Le village est rebaptisé en 1950 et abandonné avant 1975.                                           |
| Schanino (Шанино)                     | Neuhoff und Hp. Trumpeiten/Trumpenau                                                           | Le village est rebaptisé en 1950 et abandonné avant 1975.                                           |
| Schtschukino (Щукино)                 | Groß Karzewischken, 1938–1945: „Sprosserweide“                                                 | Le village est rebaptisé en 1947 et abandonné avant 1975.                                           |
| Sedlowinka (Седловинка)               | Alt Schemeiten, 1938–1945: „Kleinschönwiese“                                                   | Le village est rebaptisé en 1950 et abandonné avant 1975.                                           |
| Slawjanskoje (Славянское)             | Mosteiten, 1938–1945: „Eschenberg“                                                             | Le village change de nom en 1950 et est rattaché au village de Vichniovka probablement avant 1975.  |
| Tscherkasskoje (Черкасское)           | Sausseningken, 1938–1945: „Milchhof“                                                           | Le village est rebaptisé en 1950 et abandonné avant 1975.                                           |
| Utinoje (Утиное)                      | Hohenberge                                                                                     | Le village est rebaptisé en 1947 et abandonné avant 1975.                                           |
| Wassilkowo (Васильково)               | Trumpeiten, 1938–1945: „Trumpenau“                                                             | Le village est rebaptisé en 1947 et rattaché à Yasnoïe avant 1975.                                  |
| Werchowka (Верховка)                  | Schönwiese                                                                                     | Le village est rebaptisé en 1947 et, en ce qui concerne le domaine, abandonné avant 1975.           |
| Wischnjowka (de) (Вишнёвка)           | Lyszeiten/Lyscheiten, 1938–1945: „Lischau“ und Gräflich Reatischken, 1938–1945: „Heinrichshof“ | Le village est rebaptisé en 1947                                                                    |

### Yasnovskoye Selskoye posseleniye 2008-2015

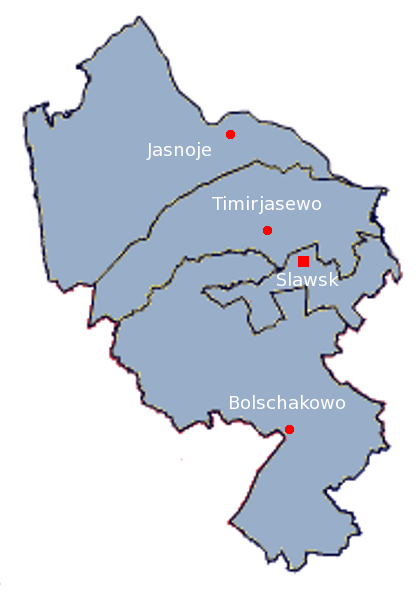
Localisation de la communauté rurale de Jasnowskoje selskoje posselenije, au nord-ouest du raïon de Slavsk

La communauté rurale de Jasnovskoje selskoje posselenije (ru. Ясновское сельское поселение) est créée en 2008. Il comprend 17 colonies qui appartiennent auparavant aux districts villageois de Jasnowski selski okrug et Prochladnenski selski okrug (de), avec 4 359 habitants (en 2010) qui vivent sur une superficie de 445 km². Fin 2015, la communauté est dissoute et ses villes sont intégrées au nouveau arrondissement urbain de Slavsk.
| Nom du lieu                           | Nom allemand                                                                        |
| ------------------------------------- | ----------------------------------------------------------------------------------- |
| Chrustalnoje (de) (Хрустальное)       | Klein Prudimmen/Kleinerlenrode, Matzgirren/Kurrenberg et pavillon de chasse de Pait |
| Djunnoje (de) (Дюнное)                | Ackmenischken/Dunes et Fh. Ibenhorst                                                |
| Gorodkowo (de) (Городково)            | Skoren                                                                              |
| Iasnoïe (Ясное)                       | Kaukehmen/Kuckerneese                                                               |
| Jasnopoljanka (de) (Яснополянка)      | Spucken/Stucken                                                                     |
| Lewobereschnoje (de) (Левобережное)   | Schakuhnen/Schakendorf                                                              |
| Malyje Bereschki (de) (Малые Бережки) | Neu Lappienen/Rautersdorf                                                           |
| Moskowskoje (de) (Московское)         | Jodischken/Jodingen et Tumstallis                                                   |
| Mostowoje (de) (Мостовое)             | Skopen                                                                              |
| Myssowka (de) (Мысовка)               | Karkeln                                                                             |
| Plodowoje (de) (Плодовое)             | Tawell                                                                              |
| Pritschaly (de) (Причалы)             | Inse                                                                                |
| Priwalowka (de) (Приваловка)          | Nausseden/Kleindünen                                                                |
| Prochladnoje (de) (Прохладное)        | Kallningken/Herdenau                                                                |
| Rasdolnoje (de) (Раздольное)          | Tramischen/Trammen                                                                  |
| Rasliw (de) (РазLIв)                  | Derwehlischken                                                                      |
| Vishnevka (de) (Вишнёвка)             | Lyszeiten/Lischau, Mosteiten/Eschenberg et Norweischen/Mühlmeistern                 |

### Évolution de la démographie
| Année | Habitants |
| ----- | --------- |
| 1890  | 1 665     |
| 1910  | 2 222     |
| 1939  | 4 510     |
| 2002  | 1 629     |
| 2010  | 1 464     |
| 2021  | 1 028     |

## Église

### Bâtiment d'église
L'église de Kaukehmen est protestante jusqu'en 1945, est construite comme une halle massive entre 1704 et 1708 sous l'influence de Joachim Ludwig Schultheiß von Unfriedt (de). La tour est construite entre 1881 et 1884. Il y a déjà ici des églises en bois depuis la Réforme. Après un incendie, l'église est à nouveau consacrée en 1906. Le bâtiment survit à la Seconde Guerre mondiale sans dommage. Par la suite, cependant, il est utilisé à mauvais escient et utilisé comme entrepôt, et le clocher de l'église devient un château d'eau. En 1992, il est remis à l' Église orthodoxe russe, mais il n'est jamais utilisé. Seule la sacristie à l'est est encore utilisable, mais l'ensemble du mobilier est détruit. Des travaux de réparation sont effectués depuis 2010.

### Paroisse
Dès 1576, une paroisse protestante est fondée à Kaukehmen, avec un vaste territoire paroissial. Même avant la fondation de l'église, des ecclésiastiques servent ici - en raison de la taille de la communauté, deux pasteurs sont nommés jusqu'en 1704 et à nouveau à partir de 1874. Faisant initialement partie de l'inspection de Tilsit l'église de Kaukehmen est ensuite attribuée à l'arrondissement ecclésiastique de Niederung (Elchneiderung) (de) dans la province ecclésiastique de Prusse-Orientale de l'Église de l'ancienne Union prussienne jusqu'en 1945. La fuite et l'expulsion de la population locale à la suite de la guerre paralysent la vie de l'Église. Aujourd'hui, Jasnoje est située dans la zone de chalandise de la communauté évangélique luthérienne de Slavsk, nouvellement créée dans les années 1990, au sein de la prévôté de Kaliningrad (de) de l'Église protestante-luthérienne de la Russie européenne.

## Personnalités liées à la ville
- Karl August Wittich (de) (1789-1860), général de division prussien
- August Eduard Preuß (1801-1839), enseignant et auteur prussien
- Max Hirschfeld (de) (1860-1944), écrivain allemand
- Friedrich Schröder-Sonnenstern (1892-1982), dessinateur et peintre allemand
- Rudolf Fabian (de) (1912-1943), géologue et pétrologue allemand
- Jürgen Thiel (de) (né en 1937), joueur de water-polo allemand
- Frank-Otto Schenk (de) (1943-2020), acteur de théâtre et de cinéma allemand